# Gardenia reinwardtiana
Gardenia reinwardtiana är en måreväxtart som beskrevs av Carl Ludwig von Blume. Gardenia reinwardtiana ingår i släktet Gardenia och familjen måreväxter. Inga underarter finns listade i Catalogue of Life.